# كوستا كونكورديا
كوستا كونكورديا (بالإيطالية: Costa Concordia)‏ سفينة سياحية مملوكة لشركة كارنيفال الأمريكية-البريطانية وتشغلها شركة كوستا للرحلات البحرية. بنيت السفينة في أحواض شركة فينكانتيري الإيطالية واطلقت إلى البحر في 2 سبتمبر 2000000000
00. يبلغ حجم الإزاحة للسفينة نحو 51,387 طن وطولها 290.20م بعرض 35.50م. وهي تتسع لقرابة 3,700 راكب.